# Trauma Center: Under the Knife 2
Trauma Center: Under the Knife 2, conocido en Japón como Kyūkyū Kyūmei Kadukeusu 2 (救急救命 カドゥケウス2), es un videojuego de simulación médica desarrollado y distribuido por Atlus para la consola Nintendo DS, Siendo el cuarto en la serie de Trauma Center. Este juego es una secuela a Trauma Center: Under the Knife.

## Juego.
El juego de Trauma Center: Under the Knife 2 es parecido a su antecesor, mejorando las gráficas y los instrumentos médicos. Este juego está dividido en múltiples capítulos en una línea del tiempo. En cada capítulo, el jugador debe completar una cirugía usando la pantalla táctil. El jugador es calificado en varios ranks, dependiendo de varios factores. Una vez el capítulo está completado, se puede volver a jugar en una dificultad superior. Los capítulos extra que son más difíciles recibiendo el nombre de capítulos X, sólo son desbloqueados hasta que el juego se complete. Las herramientas quirúrgicas son: láser, bisturí, drenaje, sutura, fórceps, ultrasonido, aguja, jeringa, cable, desfibrilador, compresor de aire y linterna. El jugador también puede usar el toque curativo una vez por cirugía.

## Trama
El Dr. Derek Stiles, el protagonista y su enfermera Angie Thompson viajan a una pequeña nación africana llamada República de Costigar. Mientras ahí comienzan a investigar una nueva fiebre, que se vuelve tan severa que arriesga el uso del Toque Curativo por parte de Derek en una operación. Después de esto, son llamados a Caduceo Italiano, la organización que lucha contra las epidemias mundiales donde trabaja Derek. Lo llaman para investigar una nueva pandemia llama "Síndrome Post-GUILT.
Después de esto, una organización terrorista llamada Delfos comienza a crear pandemias de nuevas clases de GUILT. La policía intercepta algunos de sus escondites, pero no pueden dar con el cuartel general hasta que secuestran a Derek y Angie. Después de que ellos escapan, la policía y una organización llamada "Las Manos de Esculapio", se toman el cuartel general y arrestan al líder de Delfos. Las MDE, replican el Toque Curativo de Derek, para poderles dar el poder a nuevos cirujanos. Sin embargo, esto significa ser peligroso para muchos cirujanos intentando hacer el procedimiento.
Días después: El papá de Angie quien trabaja para MDE, le informa al jefe de Caduceo que muchos doctores están mostrando síntomas de GUILT. Un policía se infiltró en Farmacéuticos Acrópolis,( una compañía trabajando con MDE) dijo que el jefe de MDE Patrick Mercer, ha comenzado a crear nuevas clases de GUILT esperando curar a su esposa, que está en coma. El trata de escapar a otra parte del edificio; Derek y Angie siguen a Mercer en un cuarto en donde la jefa de Acrópolis Reina Mayuzumi, está conectada a unos tanques. Él les explica que ella está usando el GUILT para mantener su belleza. Mercer la inyecta con otra clase de GUILT, que hace que envejezca rápidamente, y que necesite una cirugía final. La policía le dispara en el corazón a Mercer, tratando de escapar. Lo matan. Fin del Juego.
Mientras que la amenazada del GUILT desaparece, Derek y Angie comienzan a viajar en el mundo mejorando sus habilidades.

## Música
La música del juego está compuesta por Manabu Namiki.
Después de completar la historia en cualquier dificultad, el jugador desbloqueará la prueba de sonido, donde podrán escuchar las 18 pistas de sonido, también como los efectos de sonido del juego.
La pista "Gentle Breeze", desarrollada en este juego, se volvió popular después de ser usada en un video de internet donde las fotos son combinadas con la melodía.

## Recepción
La recepción de Under the Knife 2, ha sido generalmente positiva, con un 79% de Metacritic, y un 81% de GameRankings, Edge, le dio a UTK2 un 6/10, aceptando las gráficas y los controles, pero criticando la falta de originalidad. Fue nominado a Mejor Juego de Acción en el DS, en los premios IGN del 2008